# 창성중학교
창성중학교(倉成中學校)는 대한민국 경기도 성남시 수정구 산성동에 있는 공립 중학교이다.

## 학교 연혁
- 2017년 1월 7일 : 창성중학교 설립 인가(30학급)
- 2017년 3월 1일 : 창곡중학교(1979.01.31. 설립인가(21학급) 2017.01.06. 제36회 졸업식(87명, 총 15,119명 졸업)), 창곡여자중학교(1979.01.31. 설립인가(21학급) 2017.01.06. 제36회 졸업식(15명, 총 14,401명 졸업)), 영성여자중학교(1985.01.21. 설립인가(18학급) 2017.01.03. 제30회 졸업식(100명, 총 8,868명 졸업)) 3교 통합
- 2017년 3월 1일 : 개교 및 입학식 512명(20학급)
- 2017년 3월 1일 : 초대 박한섭 교장 취임
- 2018년 1월 5일 : 제1회 졸업식 181명(6학급)
- 2022년 3월 1일 : 제3대 손옥기 교장 취임
- 2023년 1월 6일 : 제6회 졸업식 166명(6학급) 총 875명
- 2023년 3월 2일 : 제7회 입학식 86명(3학급)

## 참고 자료
- 창성중학교 - 한국교육학술정보원 학교알리미